# Minona cipsi
Minona cipsi is een platworm (Platyhelminthes). De worm is tweeslachtig. De soort leeft in het zoute water.
Het geslacht Minona, waarin de platworm wordt geplaatst, wordt tot de familie Monocelididae gerekend. 